# WWE Anthology
WWE Anthology é uma coletânea lançada pela WWE em 2002. Ela contém 3 discos chamados, The Federation Years, The Attitude Era e Now!. Anthology contém 86 músicas no total. O álbum é uma compilação das melhores e mais conhecidas músicas da WWF/WWE. O álbum é o mais lucrativo já lançado pela WWE, sendo disco de ouro e de platina em 16 de dezembro de 2002.

## Faixas
Todas foram compostas por Jim Johnston, com exceção das com notas.

### Disco um: The Federation Years
| Faixa | Música                                                                  | Assunto                                    | Duração |
| ----- | ----------------------------------------------------------------------- | ------------------------------------------ | ------- |
| 1     | World Wrestling Federation Signature                                    | WWF                                        | 0:08    |
| 2     | "Real American" (de Rick Derringer)                                     | Hulk Hogan                                 | 3:16    |
| 3     | "Hitman" (composto por Jim Johnston, Jimmy Hart e J.J. Maguire)         | Bret Hart                                  | 2:00    |
| 4     | "Walkabout"                                                             | The Bushwhackers                           | 2:02    |
| 5     | "Together"                                                              | Casamento de Randy Savage & Miss Elizabeth | 3:32    |
| 6     | "It's All About The Money" (composto por Jimmy Hart e J.J. Maguire)     | Ted DiBiase                                | 1:48    |
| 7     | "Snake Bit"                                                             | Jake "The Snake" Roberts                   | 2:09    |
| 8     | "Bad Boy"                                                               | Razor Ramon                                | 1:58    |
| 9     | "No Holds Barred" (de John Joyce)                                       | No Holds Barred                            | 3:42    |
| 10    | "Unstable"                                                              | The Ultimate Warrior                       | 1:43    |
| 11    | "I Love You"                                                            | Brother Love                               | 2:02    |
| 12    | "Cool Cocky Bad" (de The Honky Tonk Man)                                | The Honky Tonk Man                         | 2:10    |
| 13    | "One Two Three"                                                         | 1-2-3 Kid                                  | 1:38    |
| 14    | "Sweet Lovin' Arms"                                                     | Bertha Faye                                | 3:11    |
| 15    | "Can't Get Enough"                                                      | Flash Funk                                 | 2:01    |
| 16    | "I Know You Want Me"                                                    | Sunny                                      | 2:03    |
| 17    | "I'll Be Your Hero"                                                     | Lex Express                                | 4:30    |
| 18    | "Sexy Boy" (de Shawn Michaels) (composto por Jimmy Hart e J.J. Maguire) | Shawn Michaels                             | 2:50    |
| 19    | "Los Boricuas"                                                          | Los Boricuas                               | 1:57    |
| 20    | "Schizophrenic"                                                         | Mankind                                    | 1:44    |
| 21    | "Smokin'"                                                               | Smokin' Gunns                              | 2:17    |
| 22    | "Sumo"                                                                  | Yokozuna                                   | 2:08    |
| 23    | "Snapped"                                                               | Sycho Sid                                  | 2:06    |
| 24    | "Tell Me A Lie"                                                         | Despedida de Shawn Michaels                | 3:02    |
| 25    | "Enough Is Enough"                                                      | Owen Hart                                  | 2:02    |
| 26    | "With My Baby Tonight"                                                  | Road Dogg                                  | 3:50    |
| 27    | "Wild Cat"                                                              | Sable                                      | 1:58    |
| 28    | "You Start The Fire"                                                    | Tributo a Bret Hart                        | 3:09    |
| 29    | "Diesel Blues"                                                          | Diesel                                     | 2:21    |
| 30    | "Dude's Shack"                                                          | Dude Love                                  | 2:20    |
| 31    | "Power"                                                                 | Nation of Domination                       | 1:38    |
| 32    | "Corporate Ministry" (de Peter Busuker)                                 | Corporate Ministry                         | 3:55    |
| 33    | "The Dudester"                                                          | Dude Love                                  | 1:53    |

### Disco dois: The Attitude Era
| Faixa | Música                                                             | Assunto                      | Duração |
| ----- | ------------------------------------------------------------------ | ---------------------------- | ------- |
| 1     | Attitude Signature                                                 | WWF                          | 0:14    |
| 2     | "Break It Down" (de The DX Band)                                   | D-Generation X               | 2:50    |
| 3     | "I Won't Do What You Tell Me"                                      | Stone Cold Steve Austin      | 3:02    |
| 4     | "Ass Man"                                                          | Billy Gunn                   | 2:28    |
| 5     | "Brawl for All"                                                    | Tema do Brawl for All        | 1:16    |
| 6     | "Gold-Lust"                                                        | Goldust                      | 2:35    |
| 7     | "California"                                                       | Tema do WrestleMania 2000    | 2:22    |
| 8     | "Who I Am"                                                         | Chyna                        | 1:58    |
| 9     | "The Real Deal"                                                    | D'Lo Brown                   | 2:00    |
| 10    | "Deadly Game"                                                      | Tema do 1998 Survivor Series | 3:34    |
| 11    | "The Ultimate"                                                     | Ken Shamrock                 | 2:15    |
| 12    | "You Think You Know Me"                                            | Edge                         | 2:23    |
| 13    | "Blood"                                                            | Gangrel                      | 2:07    |
| 14    | "The Ho Train"                                                     | The Godfather                | 2:23    |
| 15    | "Fist" (de The DX Band)                                            | Mike Tyson                   | 2:23    |
| 16    | "Oh You Didn't Know?"                                              | New Age Outlaws              | 2:07    |
| 17    | "Burned"                                                           | Kane                         | 2:33    |
| 18    | "Hello Ladies"                                                     | Val Venis                    | 2:27    |
| 19    | "Real Man's Man"                                                   | William Regal                | 1:30    |
| 20    | "I Don't Suck"                                                     | Kurt Angle                   | 2:23    |
| 21    | "Latino Heat" (de Eddie Guerrero)                                  | Eddie Guerrero               | 1:46    |
| 22    | "It Just Feels Right"                                              | Lita                         | 1:47    |
| 23    | "Sexual Chocolate" (de Stevan Swann)                               | Mark Henry                   | 2:29    |
| 24    | "No Chance In Hell" (de Peter Busuker) (composto por Jim Johnston) | Vince McMahon                | 2:00    |
| 25    | "Oh Hell Yeah" (de H-Blockx)                                       | Stone Cold Steve Austin      | 2:15    |
| 26    | "If You Smell..."                                                  | The Rock                     | 2:55    |
| 27    | "Bad Man"                                                          | Rikishi                      | 2:05    |
| 28    | "Bangin' It"                                                       | Scotty 2 Hotty               | 2:08    |
| 29    | "13"                                                               | Tazz                         | 2:17    |
| 30    | "We're Coming Down"                                                | Dudley Boyz                  | 2:35    |
| 31    | "My Time" (de The DX Band)                                         | Triple H                     | 3:06    |
| 32    | "Rabid"                                                            | Chris Benoit                 | 1:58    |
| 33    | "How Do You Like Me Now?"                                          | Hardcore Holly               | 1:58    |
| 34    | "Dark Side"                                                        | The Undertaker               | 3:48    |
| 35    | "Break Down the Walls" (de Adam Morenoff)                          | Chris Jericho                | 2:03    |

### Disco três: Now!
| Faixa | Música                                        | Assunto                 | Duração |
| ----- | --------------------------------------------- | ----------------------- | ------- |
| 1     | WWE Signature                                 | WWE                     | 0:19    |
| 2     | "Next Big Thing"                              | Brock Lesnar            | 2:33    |
| 3     | "Dead Man"                                    | The Undertaker          | 3:12    |
| 4     | "At Last"                                     | Christian               | 3:05    |
| 5     | "I'm Back" (de Ted Nigro)                     | Eric Bischoff           | 3:22    |
| 6     | "Eyes of Righteousness"                       | Reverend D-Von          | 3:40    |
| 7     | "Fight"                                       | Tema do 2002 SummerSlam | 3:15    |
| 8     | "(619)" (de Chris Classic)                    | Rey Mysterio            | 2:51    |
| 9     | "Time to Rock & Roll" (de Lil' Kim)           | Trish Stratus           | 3:19    |
| 10    | "Eye of the Hurricane"                        | The Hurricane           | 2:51    |
| 11    | "King of My World" (de Saliva)                | Chris Jericho           | 3:57    |
| 12    | "All Grown Up" (de Jacki-O)                   | Stephanie McMahon       | 2:56    |
| 13    | "Need a Little Time" (de Lilian Garcia)       | Torrie Wilson           | 3:11    |
| 14    | "The Game"                                    | Triple H                | 3:06    |
| 15    | "You're Gonna Pay"                            | The Undertaker          | 3:20    |
| 16    | "You Look So Good to Me"                      | Billy & Chuck           | 2:53    |
| 17    | "The End"                                     | Tema do Armageddon      | 1:39    |
| 18    | "Here Comes the Money" (de Naughty by Nature) | Shane McMahon           | 2:52    |
| 19    | "You Can Run"1 (de Lorddikim Allah)           | Billy Kidman            | 1:45    |

1 "You Can Run" foi lançado apenas no WWE.com, com um código comprado com o álbum. Foi, no entanto, lançado no ThemeAddict: The Music, Vol. 6 dois anos depois.